# Anton Podbevšek
Anton Podbevšek [antón podbéu̯šək], slovenski pesnik in esejist, * 13. junij 1898, Grm pri Novem mestu, † 14. november 1981, Ljubljana.
Velja za prvega slovenskega avantgardnega književnika, vzornika Srečka Kosovela in kasneje slovenskih modernistov. Miran Jarc ga je v svojem polavtobiografskem romanu Novo mesto upodobil skozi lik Andreja Vrezca.

## Življenje
Rodil se je očetu Mihaelu in materi Julijani (rojena Roglič).
Gimnazijo v Novem mestu je obiskoval skupaj z Miranom Jarcem in Leonom Štukljem, v mladosti pa je sodeloval tudi z Božidarjem Jakcem, Franom Albrehtom, Marijem Kogojem, ki ga je včasih ob recitacijskih nastopih spremljal na klavirju (Podbevšek ga je ob takih priložnostih predstavil kot »človeka z rdečimi možgani«), in drugimi.
Pesniti je začel že zgodaj ter se kmalu oddaljil od klasičnih oblik poezije (edini pesnikovi klasični pesmi sta posvečeni pesnikovi soprogi in spadata v zasebno sfero), s svojim nastopom pa je provokativno prelomil preživeto književno tradicijo. Leta 1920 je bil eden glavnih pobudnikov in sodelavcev gibanja, ki je kasneje dobilo ime Novomeška pomlad. Sodeloval je pri izdajanju avantgardnih revij Trije labodje in Rdeči pilot; njegova edina pesniška zbirka Človek z bombami je leta 1925 izšla v samozaložbi, kljub temu da je bila dokončana in pripravljena že leta 1921.
Po izidu zbirke je Podbevšek pesniško umolknil do srede 60. let 20. stoletja, ko je očitno navdahnjen od rojstva slovenskega modernizma začel znova pisati in snovati načrte za ponovno izdajo Človeka z bombami. Načrte je kasneje opustil, verjetno zaradi prigovarjanja Josipa Vidmarja, ki se je kljub prvotnemu pozitivnemu mnenju kasneje javno izrekel proti avantgardizmu in se od njega oddaljil. Umrl je leta 1981 v Ljubljani.
Po njem se v Novem mestu imenujeta gledališče Anton Podbevšek teater ter Podbevškova ulica.

## Delo
Anton Podbevšek je začetnik in hkrati osrednji predstavnik prve, radikalne faze slovenskih zgodovinskih avantgard. Oddaljil se je od ustaljenih pesniških postopkov in v svojih pesmih je uporabljal svobodni verz, nominalni ali telegrafski slog ter nevsakdanjo metaforiko. Postopoma je prehajal od relativno preprostih pesmi k vedno daljšim, likovno oblikovanim himnam v prozi. Dotikal se je pesniške, bivanjske in vojne, pa tudi ljubezenske tematike.
Za njegove pesmi je značilen t. i. titanski lirski subjekt, ki izhaja iz novoromantičnega lirskega subjekta, s potezami Nietzschejevega nadčloveka in Whitmanovega panteizma. Poleg tega so pesmi močno ekspresionistično obarvane, od začetne navdušenosti nad futurizmom pa proti koncu ostane le še slavljenje tehnike ter nekateri tehnopoetski elementi, ki pa bi jih pravzaprav lahko pripisali porajajočemu se ekspresionizmu. Zanimivo je, da je bil Podbevškov odnos do vojne za razliko od futuristov v najboljšem primeru ambivalenten - verjetno je temu botrovalo doživetje I. svetovne vojne, ko je bil leta 1917 vpoklican na fronto.
S svojim delom je Anton Podbevšek močno vplival na drugo avantgardno generacijo, zlasti na Srečka Kosovela in slovenske konstruktiviste (ti so se kasneje zavestno oddaljili od njega), ter kasneje na slovenske moderniste s Tomažem Šalamunom na čelu.

### Zgodnje obdobje
(od začetkov do Žoltih pisem)
Podbevšek je po lastnih besedah v mladih letih napisal in sežgal več pesniških zbirk, v katerih je preizkušal tradicionalne oblike, po lastnih navedbah pa je ostal nekje pri baročni likovni pesmi, ki je očitno precej vplivala na njegovo kasnejše delo. Prva Podbevškova ohranjena pesem (Hipoteza bolnega kraljeviča) je datirana na leto 1912, ko je bilo pesniku komaj 14 let.
Njegov prvi poskus objave kakšnega lastnega dela pa velja za začetek slovenskih zgodovinskih avantgard. Gre za cikel izrazito futurističnih pesmi Žolta pisma, ki jih je pesnik leta 1915 poslal uredništvu Ljubljanskega zvona, takratni urednik Janko Šlebinger pa je objavo njegovega dela zavrnil in ga označil za »nesramno bagatelizacijo jezika« ter »zbirko rebusov« .
Sam cikel je sestavljen iz kratkih dvodelnih pesmi, v katerih pesnik v prvem delu postavi tezo, v drugem pa jo preuči in zanika. Ključ ponudi v zadnji pesmi, ki je nekako dodana ciklu (»Beseda njegovih svetlih in žoltih pisem ki me je vsega pretresla pa je bila: skep... ti... ci... zem...«). Stilno so pesmi pod močnim vplivom futurizma (ki se je v njegovih kasnejših objavah precej zmanjšal), saj se pesnik izogiba pretirani uporabi pridevnikov in izpušča celo predloge, verz je svoboden (pesmi so sicer rimane, a so rime prikrite in namenoma nelogične), pesnik si izmišlja nove besede, ki so včasih tudi nesmiselne, da bi zadostil namenoma izsiljeni rimi (npr. bičev – kričev, prsi – frzi, hori – mori). Cikel predstavlja pismo vojaka s fronte.

### Obdobje aktivnega avantgardnega delovanja
(od prvih objav do Rdečega pilota)
Prvo dejansko objavo je Podbevšek dočakal s pesmijo Nočna tragedija na Kaptolski ulici, ki je bila objavljena v zagrebški avantgardni reviji Plamen. Od leta 1916 je prirejal recitacijske nastope, na katerih je recitiral svoje pesmi, občasno pa ga je na klavirju spremljal prijatelj Marij Kogoj.
Leta 1920 je z ostalimi novomeškimi kulturniki sodeloval pri t. i. Novomeški pomladi, kasneje pa je s svojim programom nastopil tudi v Ljubljani. Ob tej priložnosti je neko podjetje zanj natisnilo in po mestu nalepilo plakate, ki so promovirali njegov nastop – prvi primer takšnega oglaševanja pesniškega recitala na Slovenskem. Na omenjenih nastopih je po poročanju časopisov v slogu pravih evropskih avantgardistov bral nekakšen manifest, ki pa je žal ohranjen le fragmentarno, preko časopisnih člankov in poročanj.
V začetku naslednjega leta je tudi že predložil rokopis pesniške zbirke Človek z bombami Jugoslovanski knjigarni, njen predstavnik, pater Angelik Tominec, pa je od njega v obliki pisma zahteval pozitivni recenziji vsaj dveh literarnih kritikov. V pismu je izrazil bojazen, da bi se lahko založba z izdajo te zbirke izpostavila posmehu, in postavil vprašanje, ali je slovenski narod sploh pripravljen za razumevanje takšne poezije. Podbevšek je za recenziji zaprosil dr. Jožo Lovrenčiča in dr. Alojzija Remca, in čeravno sta bili obe pozitivni, je Jugoslovanska knjigarna natis zbirke zavrnila, menda zato, ker je leta 1921 Podbevšek sprejel mesto urednika socialističnega glasila Naprej. Na tem mestu je potrebno izpostaviti dejstvo, da se Podbevšek v svojih pesmih nikdar ni politično angažiral, po političnem prepričanju pa je bil najprej anarhist, kasneje pa se je začel približevati socializmu.
Leta 1922 je začela izhajati revija Trije labodi, ki jo je Podbevšek urejal skupaj z Josipom Vidmarjem in Marijem Kogojem, glavni sodelavec pa je bil Božidar Jakac. Revija naj bi Podbevšku služila kot odskočna deska za izgradnjo lastne generacije, a se je že kmalu po izidu prve številke sprl z Vidmarjem, ki si je prizadeval za uveljavitev in objavljanje »čiste umetnosti«, izstopil iz uredništva ter ustanovil lastno revijo Rdeči pilot. Izšli sta dve številki, v njej pa so poleg Podbevška (ki je v reviji objavil nekaj člankov) objavljali še bodoča socialna realista Tone Seliškar in Angelo Cerkvenik ter Podbevškova bodoča žena, Štefanija Ravnikar. Po Podbevškovem odhodu je Tri labode doletela enaka nesrečna usoda, saj je bila naslednja številka kljub temu, da je Vidmar k sodelovanju povabil nekaj že uveljavljenih slovenskih književnikov (npr. Otona Župančiča, hkrati tudi zadnja.

### Pozno obdobje
(Človek z bombami in kasnejše delo)
Leta 1925 v samozaložbi končno izide zbirka Človek z bombami. Natisnjena je v nenavadno velikem formatu, naslovne strani so rdeče, na njih pa so objavljene razne kritike na Podbevška, med drugim tudi izjava psihiatra dr. Alfreda Šerka, v kateri je avtorjeva dela primerjal z deli svojih pacientov. Sama zbirka je vsebovala 9 pesmi ter en cikel pesmi, kar je glede na število pesmi, predhodno objavljenih v publikacijah, relativno malo.
Po izidu Človeka z bombami je Podbevšek pesniško povsem utihnil (od leta 1919 ni bil napisal nobene nove pesmi) do konca šestdesetih let, ko je verjetno z nastopom slovenskih neoavantgardistov dobil nov zagon in znova začel pisati ter načrtoval poizdajo omenjene pesniške zbirke. Nastopil pa je tudi na njemu posvečenem radijskem večeru 10. aprila 1958, na katerem so poleg že znanega Čarovnika iz pekla odrecitirane tudi tri nove pesmi, ki pa na žalost niso bile nikoli izdane. Dve leti kasneje je nastopil pred dijaki kranjske gimnazije z esejem O ekspresionizmu ter z literarnim programom.
Glede poizdaje svoje pesniške zbirke si je kasneje premisli, verjetno na prigovarjanje Josipa Vidmarja, ki se je kljub prvotnem pozitivnem mnenju kasneje izrekel proti avantgardizmu in se od njega oddaljil. Podbevšek je kasneje pasivno deloval na kulturnem področju: leta 1944 je uredil in izdal izbor slovenske lirike, ter pisal eseje o slovenskih impresionističnih slikarjih. Ponatis njegove pesniške zbirke je z uvodno študijo Denisa Poniža končno izšel leta 1991.

### Pesmi
(krepko označene pesmi so leta 1925 z manjšimi popravki izšle v pesniški zbirki Človek z bombami)
- Nočna tragedija na Kaptolski ulici, Plamen, 1919
- Traverze (Iz cikla: Na razpotju), Dom in svet, 1919
- Ali vem? in Strmenje (oboje z nadnaslovomo Iz cikla: Na prerijah), Dom in svet, 1919
- cikel O prerijskem bivolu. (Kakor suličast tempelj so njegovi rogovi.), Dom in svet, 1919:

- Bol
- Molk
- V mesečini
- Noč
- Tantalinada

- objave v Domu in svetu iz 1919, vse z nadnaslovom Iz moje nenatisnjene knjige Granatna njiva. Iz cikla: Noč (Gavran):

- Ob dnevu vpoklica na kolodvoru
- Veneči rožmarini
- V samoti
- Hipoteza bolnega kraljeviča

- Titanova serenada (z nadnaslovom Iz cikla: Megle (Konji belci)), Dom in svet, 1919
- Rdeča lilija in Žolta lilija (oboje Iz cikla: Lilije (Matador)), Dom in svet, 1919
- Ah Bog, da nisem godec in ženska (Blaznega pastirčka večerna molitev. Iz cikla: Na prerijah), Dom in svet, 1919
- Himna o carju mavričnih kač, Dom in svet, 1920
- Črna lilija (v zbirki Človek z bombami kasneje naslovljena Izumitelj na zemlji), Dom in svet, 1920
- Električna žoga, Dom in svet, 1920
- Čarovnik iz pekla, Dom in svet, 1921
- objave v Kresu iz 1921/22, vse z nadnaslovom O pilotu v zrakoplovu št..... Igračke iz mojih detinskih let:

- Tihožitje
- V jutru
- V oživljeni temi
- Raketa o polnoči
- Romanca o kurtizani
- Na vožnji
- Šel sem mimo neke vile
- Večer v velikem mestu
- Rdeča kletka
- S puško v rokah hitim v daljo
- Na širokem morju je mornarjeva dumka v jutru, ko je padla slana na zelene travnike. (Ki se mu je zdela kako cis na violini)
- S sprehoda

- Plesalec v ječi, Trije labodi, 1922
- V pravljičnem gorovju - obsvetljeval ga je rdeči polumesec, ki se mi je zdel kakor zakrivljeno bodalo, oškropljeno s krvjo - sem pel kakor brezumen o samem sebi, Atwoodovem padalu., Človek z bombami, 1925
- Jesenska impresija in Oh moja misel, kakor čoln brez vesel si, Nova revija, 1984 (iz zapuščine Božidarja Jakca objavil Janez Vrečko)
- neobjavljen material:

- Žolta pisma, Rdeča cesta, V vlaku → v zapuščini Janka Šlebingerja
- Vojna in mir, Mrtve duše, Chef d'oeuvre
- prozni deli Drobiž in Magdalena → v zapuščini Mirana Jarca
- Ob obisku mavrice in Blagrujem se, da živim s teboj → tradicionalni pesmi, posvečeni soprogi Štefaniji Ravnikar-Podbevšek
- povojne pesmi iz pesnikove zapuščine: Zaton, Slap, Ujetnik vesoljstva, Vsako leto Sava spreminja svoj tok, Na grobiščih ob obeh bregovih Soče, Čas, Kugy, Gregorčič, Prikazni, Samotni hrast, Vesolju, Priznanje, Koprnenje, Pot in Kamnolom (zadnje tri so bile recitirane na literarnem radijskem večeru 10. aprila [[1958)

### Ostalo
- Človek z bombami, samozaložba, Ljubljana 1925
- članka Prvi festival slovanskih narodnih plesov v Jugoslaviji (1934) in Narodni domovi s Sloveniji: Narodni dom v Ljubljani (1935) v publikaciji Kronika slovenskih mest
- Ivan Grohar, tragedija slovenskega umetnika, zal. Ivan Grohar, Ljubljana 1937
- Jakopič : z 32 večbarvnimi in s 77 enobarvnimi reprodukcijami izbranih mojstrovih del, Sejalec, Ljubljana 1941
- Slovenska lirika : najlepše pesmi od Prešerna do najnovejšega časa, (zbiralec in avtor dodatnega besedila), Sejalec, Ljubljana 1944
- Rihard Jakopič, Cankarjeva založba, Ljubljana 1983
- Človek z bombami. Sedem desetletij človeka z bombami, reprint izvirne zbirke z uvodno študijo Denisa Poniža, Dolenjska založba, Novo mesto, 1991